# Tour d'Oman
El Tour d'Oman és una cursa ciclista per etapes que es disputa durant el mes de febrer a Oman. Creada el 2010 per l'Amaury Sport Organisation, des del 2022 forma part de l'UCI ProSeries amb una categoria 2.Pro.
Durant la cursa el líder de la classificació general duu un mallot vermell, el líder de la classificació dels punts un mallot verd i el més jove un de blanc.
El primer vencedor de la cursa fou el suís Fabian Cancellara. Chris Froome i Aleksei Lutsenko, amb dues victòries, són els únics ciclistes que l'ha guanyat en més d'una ocasió.
L'edició del 2020 fou suspesa per la mort del sultà d'Oman Qabus ibn Saïd que va donar lloc a un dol nacional de 40 dies, mentre l'edició del 2021 ho fou per la pandèmia de COVID-19.

## Palmarès
| Any  | Vencedor           | Segon                      | Tercer                      |         |
| ---- | ------------------ | -------------------------- | --------------------------- | ------- |
| 2010 | Fabian Cancellara  | Edvald Boasson Hagen       | Cameron Meyer               |         |
| 2011 | Robert Gesink      | Edvald Boasson Hagen       | Giovanni Visconti           |         |
| 2012 | Peter Velits       | Vincenzo Nibali            | Tony Gallopin               |         |
| 2013 | Christopher Froome | Alberto Contador Velasco   | Cadel Evans                 |         |
| 2014 | Christopher Froome | Tejay van Garderen         | Rigoberto Urán              |         |
| 2015 | Rafael Valls Ferri | Tejay van Garderen         | Alejandro Valverde Belmonte |         |
| 2016 | Vincenzo Nibali    | Romain Bardet              | Jakob Fuglsang              |         |
| 2017 | Ben Hermans        | Rui Alberto Faria da Costa | Fabio Aru                   |         |
| 2018 | Aleksei Lutsenko   | Miguel Ángel López Moreno  | Gorka Izagirre Insausti     |         |
| 2019 | Aleksei Lutsenko   | Domenico Pozzovivo         | Jesús Herrada López         |         |
| 2020 | suspesa            | suspesa                    | suspesa                     | suspesa |
| 2021 | suspesa            | suspesa                    | suspesa                     | suspesa |
| 2022 | Jan Hirt           | Fausto Masnada             | Rui Alberto Faria da Costa  |         |
| 2023 | Matteo Jorgenson   | Mauri Vansevenant          | Geoffrey Bouchard           |         |
| 2024 | Adam Yates         | Jan Hirt                   | Finn Fisher-Black           |         |
| 2025 | Adam Yates         | Valentin Paret-Peintre     | David Gaudu                 |         |

## Altres classificacions
| Any  | Punts                                               | Joves                                               | Combativitat                                        | Equips                                              |
| ---- | --------------------------------------------------- | --------------------------------------------------- | --------------------------------------------------- | --------------------------------------------------- |
| 2010 | Edvald Boasson Hagen (NOR)                          | Edvald Boasson Hagen (NOR)                          | Gatis Smukulis (LAT)                                | Team HTC-Columbia (USA)                             |
| 2011 | Edvald Boasson Hagen (NOR)                          | Robert Gesink (NED)                                 | Marko Kump (SLO)                                    | Team Leopard-Trek (LUX)                             |
| 2012 | Peter Sagan (SVK)                                   | Tony Gallopin (FRA)                                 | Klaas Lodewyck (BEL)                                | RadioShack-Nissan (LUX)                             |
| 2013 | Chris Froome (GBR)                                  | Kenny Elissonde (FRA)                               | Bobbie Traksel (NED)                                | BMC Racing Team (USA)                               |
| 2014 | André Greipel (GER)                                 | Romain Bardet (BEL)                                 | Preben van Hecke (BEL)                              | Team Sky (GBR)                                      |
| 2015 | Andrea Guardini (ITA)                               | Louis Meintjes (RSA)                                | Jef Van Meirhaeghe (BEL)                            | BMC Racing Team (USA)                               |
| 2016 | Edvald Boasson Hagen (NOR)                          | Brendan Canty (AUS)                                 | Jacques Janse van Rensburg (RSA)                    | Dimension Data (RSA)                                |
| 2017 | Alexander Kristoff (NOR)                            | Merhawi Kudus (ERI)                                 | Aimé De Gendt (BEL)                                 | Dimension Data (RSA)                                |
| 2018 | Nathan Haas (AUS)                                   | Miguel Ángel López (COL)                            | Loïc Chetout (FRA)                                  | Astana (KAZ)                                        |
| 2019 | Alexey Lutsenko (KAZ)                               | Elie Gesbert (FRA)                                  | Preben Van Hecke                                    | Katusha-Alpecin (RUS)                               |
| 2020 | suspesa per la mort del sultà d'Oman Qabus ibn Saïd | suspesa per la mort del sultà d'Oman Qabus ibn Saïd | suspesa per la mort del sultà d'Oman Qabus ibn Saïd | suspesa per la mort del sultà d'Oman Qabus ibn Saïd |
| 2021 | suspesa per la pandèmia de COVID-19                 | suspesa per la pandèmia de COVID-19                 | suspesa per la pandèmia de COVID-19                 | suspesa per la pandèmia de COVID-19                 |
| 2022 | Fernando Gaviria (COL)                              | Anthon Charmig (DEN)                                | Peio Goikoetxea (ESP)                               | Arkéa-Samsic (FRA)                                  |
| 2023 | Matteo Jorgensen (USA)                              | Matteo Jorgensen (USA)                              | Fredrik Dversnes (NOR)                              | Bora-Hansgrohe (GER)                                |
| 2024 | Finn Fisher-Black (NZL)                             | Finn Fisher-Black (NZL)                             | Óscar Pelegrí (ESP)                                 | UAE Team Emirates (UAE)                             |